# Insurrection du Mont Elgon
 (mai 2024).
L'insurrection du Mont Elgon est un conflit qui dure de 2005 à mars 2008. Ce conflit oppose les forces de défense du Kenya et la milice de la Force de défense terrestre des Sabaots (en) lorsque cette dernière se révolte dans le District du mont Elgon (en) à l'ouest du Kenya.

## Contexte
Dans les années 1920 et 1930, les autorités britanniques de la colonie et protectorat du Kenya avaient déplacés de nombreux indigènes Sabaots (en) dans l'actuel comté de Trans-Nzoia. La plupart de leurs terres agricole ont été cédées à de nouveaux colons, qui sont devenus agriculteurs dans la région. Après l'indépendance de la colonie vis-à-vis du Royaume-Uni en 1963, le nouveau gouvernement kényan a donné une superficie de 7 700 hectares aux familles sans terre.
La Force de défense terrestre des Sabaots (en) (FDTS) a été créé en 2005 pour résister à l'expulsion par le gouvernement des occupants du district de Mont Elgon. Il y a eu des allégations de corruption et d'accaparement des terres dans le processus d'installation des Sabaots et le FDTS a été considéré comme un groupe formé et équipé par des politiciens locaux pour empêcher ce processus d'installation. Le groupe a acquis une notoriété nationale dans les mois précédant les élections générales en décembre 2007, lorsque des miliciens ont lancé une campagne de terreur envers les opposants du mouvement démocrate orange, qui était alors le principal parti d'opposition.

## OpérationOkoa Maisha
Le gouvernement kényan n'a d'abord pas pris au sérieux les activités du FDTS et a choisi de déployer dans un premier temps des unités de police et paramilitaires dans le district de Mont Elgon. Ce n’est qu’après la persistance de la violence, avec des pertes croissantes infligées aux civils et aux forces de sécurité, que le gouvernement a réalisé que le groupe avait évolué d’un groupe criminel à un groupe rebelle.
Une opération militaire à grande échelle menée par l'armée kényane, baptisée « Opération Okoa Maisha » (« sauver des vies » en swahili), a été lancée en mars 2008. Il s'agit du premier déploiement des nouvelles unités des forces spéciales du Kenya, issues du 20e bataillon de parachutistes et d'unités d'infanterie régulières. Les FDTS, qui bénéficiaient d'une liberté de mouvement particulièrement la nuit, se sont rapidement retirés dans les forêts. L’opération a été entachée de violations flagrantes des droits de l’homme par les deux parties, les civils étant pris pour cibles. Des détentions arbitraires et des tortures de jeunes hommes de la communauté Sabaot par l'armée on était rapporté. La FDTS était connue pour son niveau de violence extrême qu'elle infligeait à la population civile, la coupe des oreilles étant une tactique souvent appliqué.
L'opération militaire a donné lieu à des combats intenses dans les forêts et les grottes autour du mont Elgon, notamment la nuit, mais en un mois, les combats ont fait de nombreuses victimes parmi les combattants rebelles. Le 16 mai 2008, le chef du FDTS Wycliffe Matakwei a été encerclé avec un groupe de combattants et finalement tué lors de l'assaut des unités de l'armée. Sa mort et celle de deux autres commandants ont marqué le début d'une désescalade rapide des combats, de nombreux rebelles ayant choisi de se rendre, constituant une victoire pour l'armée kényane.

## Accusations de crimes de guerre
Des accusations d'anciens fidèles d'une l'église locale affirment que 200 personnes sont portées disparues depuis leur arrestation; environ 1 500 personnes ont été officiellement inculpées. L'armée kényane a été critiquée pour la manière dont l'opération a été menée, en particulier dans la zone d'implantation de Chebyuk avec des dizaines de personnes arrêtées qui auraient été exécutées et de nombreuses autres disparition. La FDTS a enlevée de nombreux enfants qui restent portés disparus et bon nombre des jeunes hommes recrutés de force ont été tués dans des combats au cours de l'opération.